# Reda Agourram
Reda Agourram (10 de diciembre de 1990, Rabat, Marruecos) es un futbolista marroquí-canadiense. Actualmente juega en el Montreal Impact de la North American Soccer League.

## Carrera
Agourram firmó con el Trois-Rivières Attak de la liga canadiense de fútbol en 2009, y fue el mayor anotador de la liga en su primera temporada, con 13 goles.
El 20 de enero de 2010, el Montreal Impact anunció que Agourram había sido invitado a su campo de entrenamiento pretemporada. Luego de un periodo de prueba satisfactorio, el Impact firmó con él un contrato a dos años, el 17 de marzo de 2010. Hizo su debut con el equipo el 11 de abril de 2010, en una derrota 2-0 contra el Austin Aztex.

## Estadísticas
| Equipo                  | Temporada | Liga       | Liga doméstica | Liga doméstica | Liga doméstica | Playoffs domésticos | Playoffs domésticos | Playoffs domésticos | Copa doméstica | Copa doméstica | Copa doméstica | Competición Concacaf | Competición Concacaf | Competición Concacaf | Total   | Total | Total  |
| Equipo                  | Temporada | Liga       | Aparic.        | Goles          | Asist.         | Aparic.             | Goles               | Asist.              | Aparic.        | Goles          | Asist.         | Aparic.              | Goles                | Asist.               | Aparic. | Goles | Asist. |
| ----------------------- | --------- | ---------- | -------------- | -------------- | -------------- | ------------------- | ------------------- | ------------------- | -------------- | -------------- | -------------- | -------------------- | -------------------- | -------------------- | ------- | ----- | ------ |
| Trois-Rivières Attak    | 2009      | CSL        | 19             | 13             | -              | -                   | -                   | -                   | -              | -              | -              | -                    | -                    | -                    | 19      | 13    | 0      |
| Montreal Impact Academy | 2010      | CSL        | 2              | 3              | -              | -                   | -                   | -                   | -              | -              | -              | -                    | -                    | -                    | 2       | 3     | 0      |
| Montreal Impact         | 2010      | USSF D2    | 22             | 2              | 0              | 4                   | 0                   | 0                   | 1              | 0              | 0              | -                    | -                    | -                    | 26      | 2     | 0      |
| Montreal Impact         | 2011      | NASL       | 7              | 0              | 0              | -                   | -                   | -                   | -              | -              | -              | -                    | -                    | -                    | 7       | 0     | 0      |
|                         |           | Total CSL  | 21             | 16             | -              | -                   | -                   | -                   | -              | -              | -              | -                    | -                    | -                    | 21      | 16    | -      |
|                         |           | Total NASL | 29             | 2              | 0              | 4                   | 0                   | 0                   | 1              | 0              | 0              | -                    | -                    | -                    | 34      | 2     | 0      |